# Rafael Carlos Santacruz Aragonés
Rafael Carlos Santacruz Aragonés (Còrdova, 27 de gener de 1983) és un futbolista andalús. Ocupa la posició de defensa.

## Carrera esportiva
Comença a destacar al filial del Real Valladolid CF. La temporada 04/05 s'incorpora al València CF B, arribant a debutar a primera divisió amb el conjunt valencianista. La temporada temporada següent recala a un tercer filial, el Reial Madrid C, promocionant a l'equip B a la campanya 06/07, on juga 17 partits a la categoria d'argent.
L'estiu del 2007 fitxa per l'AD Ceuta, de Segona B, on roman una temporada abans de canviar al CD Linares. L'equip de Linares desapareix el 2009, i el defensa inicia la temporada 09/10 a les files de la UB Conquense.